# Berlin-Niederschöneweide
Berlin-Niederschöneweide [ˈniːdərˈʃøːnəˈvaɪ̯də]  (« Bas-Schöneweide » en allemand) est un quartier à Berlin, situé dans l'arrondissement de Treptow-Köpenick. Il formait, avec Berlin-Oberschöneweide (« Haut-Schöneweide ») situé sur la rive opposée de la Spree, l'ancien quartier de Schöneweide.
Le quartier a été incorporé à Berlin le 1er octobre 1920. Entre 1920 et 2001, il faisait partie du district de Treptow.

## Population
Le quartier comptait 11 170 habitants le 1er janvier 2017 selon le registre des déclarations domiciliaires, c'est-à-dire 3 201 hab./km2.